# Planul Wadati-Benioff
Planul Wadati-Benioff se referă la zona de contact a plăcii grele, oceanice cu cea continentală, ușoară. Cea din urmă se scufundă în astenosferă sub un unghi de 50-60 de grade și pe o suprafață ce se numește plan Benioff, după numele celui ce a studiat-o.
Zona de subducție are loc în sensul opus zonei de rift, unde magma ieșită din astenosferă împinge plăcile tectonice  într-o parte și în alta.